# Wulagasaurus dongi
Il wulagasauro (Wulagasaurus dongi) è un dinosauro erbivoro appartenente agli adrosauri, o dinosauri a becco d'anatra. Visse nel Cretaceo superiore (Maastrichtiano, circa 70 milioni di anni fa) e i suoi resti sono stati ritrovati in Asia orientale (Cina). 

## Descrizione
Questo dinosauro è noto grazie ai resti di uno scheletro incompleto, comprendente parti del cranio (scatola cranica, mascelle), dei cinti pettorale e pelvico e delle zampe anteriori. L'aspetto doveva essere simile a quello degli adrosauri primitivi come Bactrosaurus: il corpo era relativamente snello e doveva essere sostenuto da zampe posteriori possenti. Il cranio, con tutta probabilità, era sprovvisto di cresta ma era dotato di un becco piatto, mentre i denti erano disposti in batterie nella parte posteriore delle mascelle. L'omero di Wulagasaurus indica che questo animale possedeva un'insolita morfologia della zampa anteriore, con zone d'inserzione dei muscoli non comuni ad altri adrosauri. La mandibola, inoltre, era lunga e sottile.

## Classificazione
Descritto per la prima volta nel 2008, questo dinosauro è stato descritto come il più primitivo tra gli adrosaurini, ovvero il gruppo di dinosauri a becco d'anatra dotati di cranio piatto. Ciò suggerisce un'origine asiatica per la famiglia degli adrosauridi, anche se Wulagasaurus è stato rinvenuto in terreni relativamente recenti (Maastrichtiano). Il nome generico deriva da Wulaga, la località presso la quale sono stati ritrovati i resti, mentre l'epiteto specifico è in onore di Dong Zhiming, uno dei massimi paleontologi cinesi.

## Paleoecologia
Questo animale è uno dei numerosi adrosauri i cui resti sono stati ritrovati nella zona del fiume Amur, lungo il confine tra Cina e Russia, dal 2000 in poi. Tra gli altri adrosauri della zona, si ricordano Charonosaurus, Amurosaurus e Kerberosaurus. I resti di Wulagasaurus sono stati ritrovati in un "letto d'ossa" dominato da fossili di un altro adrosauro, il lambeosaurino Sahaliyania. È probabile, quindi, che Wulagasaurus fosse un componente "minore" dell'ambiente dell'Amur.